# 1759 en France
Chronologie de la France
- 1755
- 1756
- 1757
- 1758
- 1759
- 1760
- 1761
- 1762
- 1763

Cette page concerne l’année 1759 du calendrier grégorien.

## Événements
- 19 janvier : la Cour des aides dénonce la perception de droits nouveaux à Paris, non enregistrés[1].
- 20 janvier : lettres de cachet ordonnant l’exil de vingt-deux parlementaires de Besançon en conflit avec l’intendant et premier président du Parlement de Besançon Bourgeois de Boynes ; dès les 21 et 22 janvier, ils sont dispersés en différentes forteresses. Huit autres conseillers sont exilés à leur tour le 25 janvier[2] (fin en avril 1761).
- 4 mars : Silhouette est nommé contrôleur général des finances[3].
- 8 mars : un arrêt du conseil révoque le privilège de l’Encyclopédie[4].
- 20 mars : un arrêt du conseil autorise les États de Bretagne, à la suite de leur délibération du 15 janvier, à contracter pour l’État un emprunts de 40 millions de livres[5] en contrepartie duquel le roi aliène les droits domaniaux, de contrôle, d’insinuation et de franc-fief en faveur de la province[1].
- 13 avril :
  - réforme de la ferme générale. Silhouette valide le nouveau bail des fermes par un arrêt du Conseil à la condition que les bénéfices soient partagés par moitié entre l’État et la compagnie fermière, sans déduction du bail[6]. Ce marché lui permet d’émettre un emprunt sur 6 ans de 72 millions de livres à 5 % d’intérêt. 72 000 actions de 1 000 livres chacune sont émises sur les fermes générales[1].
  - victoire française du duc de Broglie à Bergen, sur le Main[7].
- 17 avril :
  - déclaration sur la diminution des pensions[6].
  - déclaration sur la suspension des exemptions de taille en temps de guerre et deux ans après la paix pour les officiers et les bourgeois, enregistrée à la cour des aides le 23 avril[1].
- 4 juillet : Le Havre est bombardépar la flotte britannique[8].
- 8 juillet : déclaration sur la hausse du tarif des lettres, enregistrée à la cour des aides le 23 juillet[9].
- 1er août : défaite française à Minden.
- 10 août : tremblement de terre à Bordeaux[10].
- Août : édit portant établissement d’un droit unique sur les cuirs[1].
- 5 septembre et 28 octobre : arrêts portant règlement sur la production des toiles imprimées dans le royaume de France[11]. Ils permettent la fondation par Christophe-Philippe Oberkampf d’une manufacture de toile à Jouy-en-Josas.
- 7 septembre : édit portant création de cent offices de receveurs des rentes créées sur l’hôtel de ville de Paris, offices supprimés par un édit de février 1760[1].
- 18 septembre : prise de Québec par les Britanniques[12].
- 20 septembre : lit de justice tenu par le roi à Versailles pour l’enregistrement des édits de septembre. Le contrôleur général des finances Silhouette, tente une réforme fiscale, la subvention générale, ensemble de mesures qui aboutit à la taxation des revenus de toutes les catégories sociales :

1. rachat des droits attribués aux offices sur les ports, quais et halles de Paris depuis le 1er janvier 1727, et suppression de la taxe de décembre 1743 sur le beurre, les œufs et le fromage (approuvé sans débat).
2. conversion des droits de la caisse de Poissy en un simple droit d’entrée (abandonné).
3. suspension du privilège de franc-salé pendant la guerre.
4. quatre nouveaux sols pour livres ajoutés aux droits des fermes, à l’exception des gabelles et du tabac.
5. surtaxe de 10 % sur les marchandises de luxe à l'entrée dans le royaume (étoffes de soie, velours, galons).
6. doublement du droit de marque sur l’or et l’argent.
7. taxe sur les domestiques et les chevaux de luxe.
8. taxe sur les boutiques.
9. droit d’amortissement exigible des parents dont les enfants feraient profession dans un ordre religieux, avant leur de majorité (abandonné).
10. triple capitation sur les célibataires (abandonné).
11. un troisième vingtième dont seraient exempts les revenus industriels et commerciaux[3].

- 22 septembre : Louis de Bourbon-Condé, comte de Clermont, tient un lit de justice à la cour des aides pour imposer l’enregistrement des trois édits fiscaux. La cour émet des remontrances virulentes, réclame une politique financière cohérente et dénonce la multiplication des règlements[1]. Elle souhaite « une loi fixe et certaine dans l’imposition sur les terres et les autres immeubles, une loi proportionnelle et non arbitraire dans l’imposition sur la personne, une loi uniforme dans l’imposition sur les consommations »[13]. Le projet de subvention générale échoue devant l’hostilité des privilégiés (certaines taxes frappent l’usage des domestiques et des chevaux de luxe) et l’irritation de la masse des contribuables. Un début de banqueroute fait tomber Silhouette en novembre. Bertin, qui le remplace en octobre (fin en 1763), abandonne la subvention générale mais promulgue les mêmes types d’imposition, directes ou indirectes, notamment le vingtième supplémentaire et le sol pour livre de la ferme générale.
- 21 octobre : sur décision de Silhouette, un arrêt du Conseil ordonne la suspension des remboursements des capitaux payables par le Trésor royal et la caisse d’amortissement pour un montant de 72 millions (suspension du paiement des billets de la Ferme et réinscription sur les recettes générales des finances, voir Ferme générale) [1].
- 26 octobre : lettres-patentes par lesquelles le roi en ordonne le port de sa vaisselle d’or et d’argent à l’Hôtel des monnaies de Paris, pour la convertir en espèces, et fixe le prix de celle qui fera portée volontairement par les particuliers. La mesure rapporte 8 millions de livres[3].
- 13 novembre : la cour des aides envoie au roi nouvelles remontrances sur l’aggravation du vingtième prévue dans la subvention générale[1].
- 14 novembre : l’escadre de Brest (18 vaisseaux) tente une sortie et rencontre la croisière britannique de Hawke (30 vaisseaux)[14].

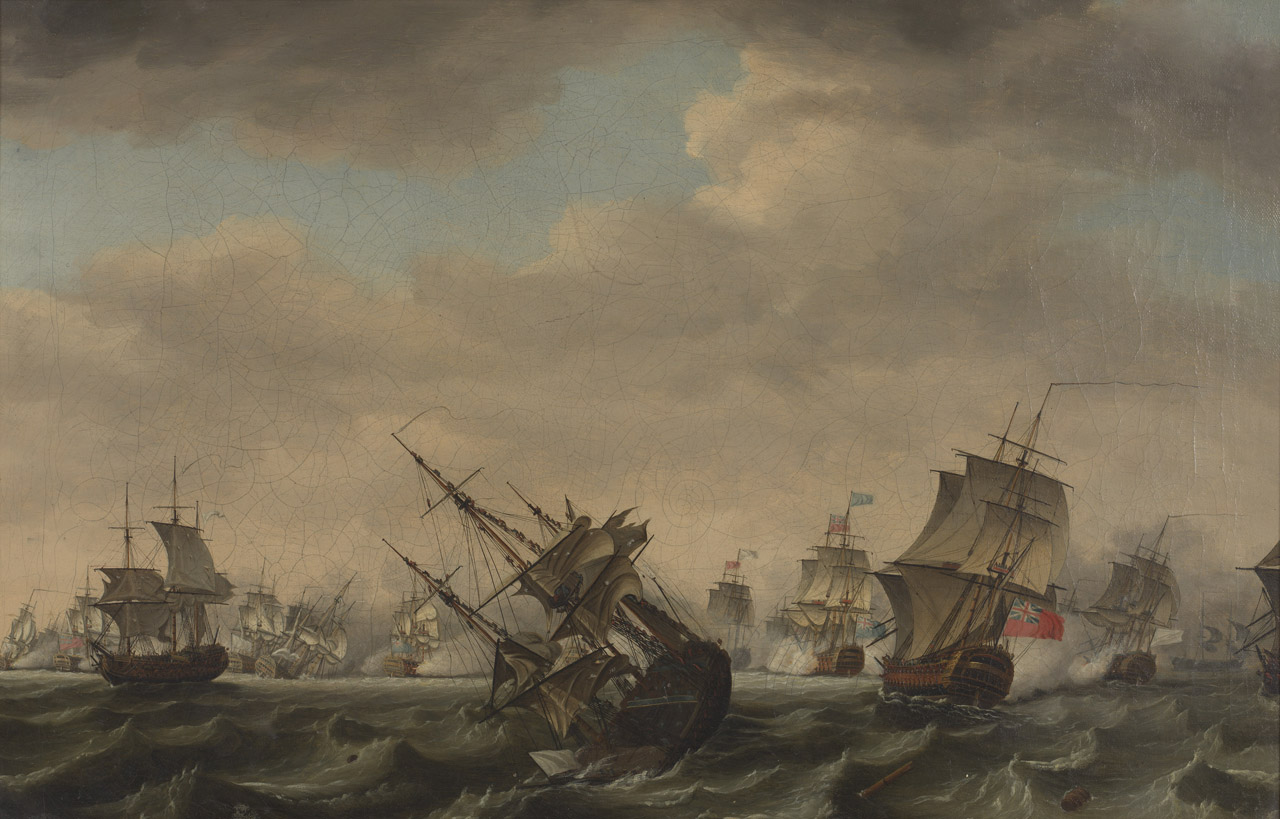
Bataille des Cardinaux. Au premier plan, le vaisseau français le Thésée sombre avec son équipage

- 20 novembre : bataille des Cardinaux, la flotte britannique défait l’escadre de Brest qui subit de lourdes pertes dans la baie de Quiberon en Bretagne. Les débris de la flotte française sont bloqués dans les ports. La défaite empêche l'exécution d'un projet d'invasion de la Grande-Bretagne[15].  Les victoires de la Grande-Bretagne sur mer menacent les côtes françaises et rendent la guerre impopulaire.
- 23 novembre : démission de Silhouette. Bertin devient contrôleur général des finances (fin le 12 décembre 1763[3].
- Décembre : édit portant création de trois millions de livres de rentes viagères, dites tontines[1].